# Kindavong
Kindavong est un prince et homme politique laotien né le 11 novembre 1900 à Luang Prabang et mort le 29 mars 1951 à Paris,. Il a été Premier Ministre du Laos entre 1946 et 1947.